# Đại học Gdańsk
 Đại học Gdańsk (tiếng Ba Lan: Uniwersytet Gdański) là một trường đại học nghiên cứu công lập ở Gdańsk, Ba Lan. Đây là một trung tâm quan trọng cho các nghiên cứu về ngôn ngữ Kashubia.

## Lịch sử
Đại học Gdańsk được thành lập vào năm 1970 bởi sự hợp nhất của Trường Đại học Kinh tế ở Sopot (tồn tại từ năm 1945) và Đại học Giáo dục Gdańsk (thành lập năm 1946). Ngày nay, Đại học Gdańsk là tổ chức giáo dục đại học lớn nhất ở khu vực phía bắc Pomerania của Ba Lan. 

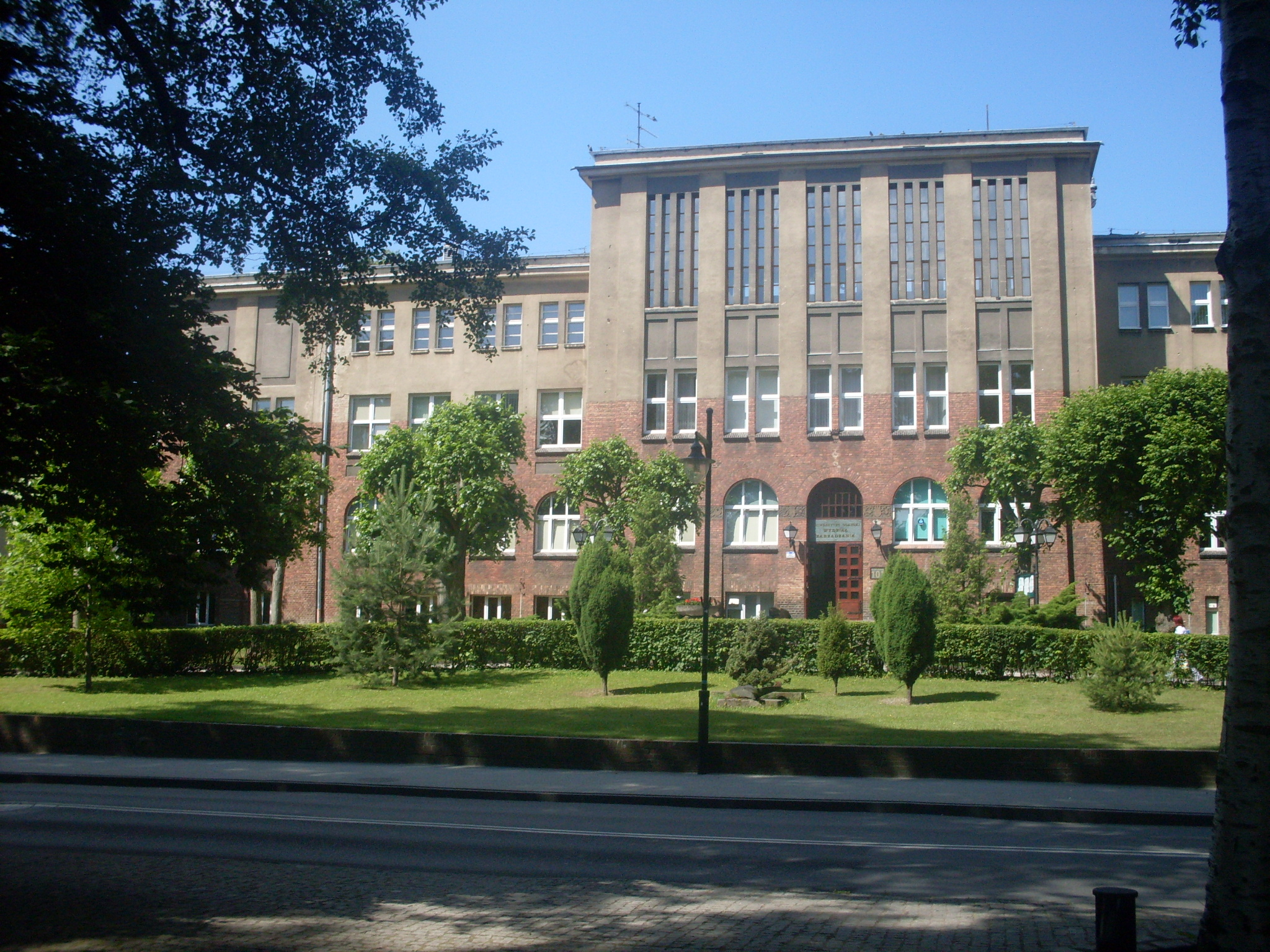
Khoa Quản lý, Đại học Gdańsk

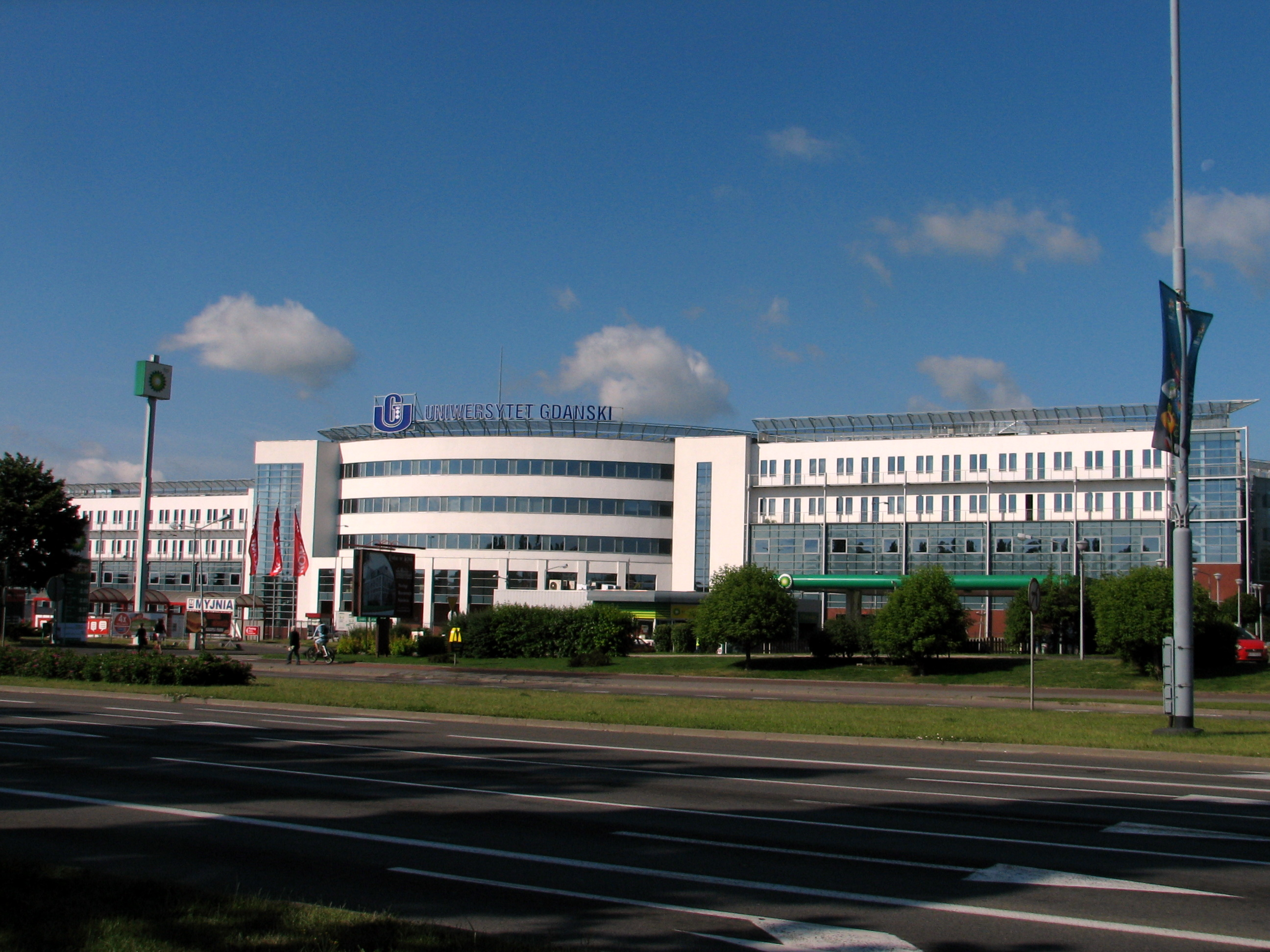
Khoa Khoa học xã hội

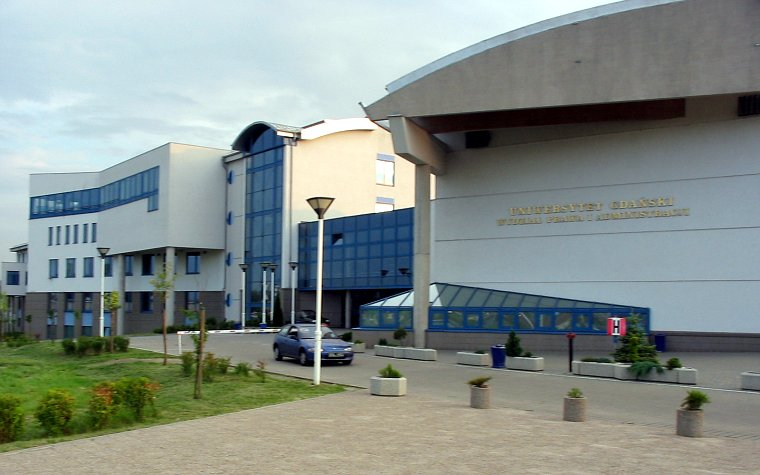
Khoa Luật và Hành chính

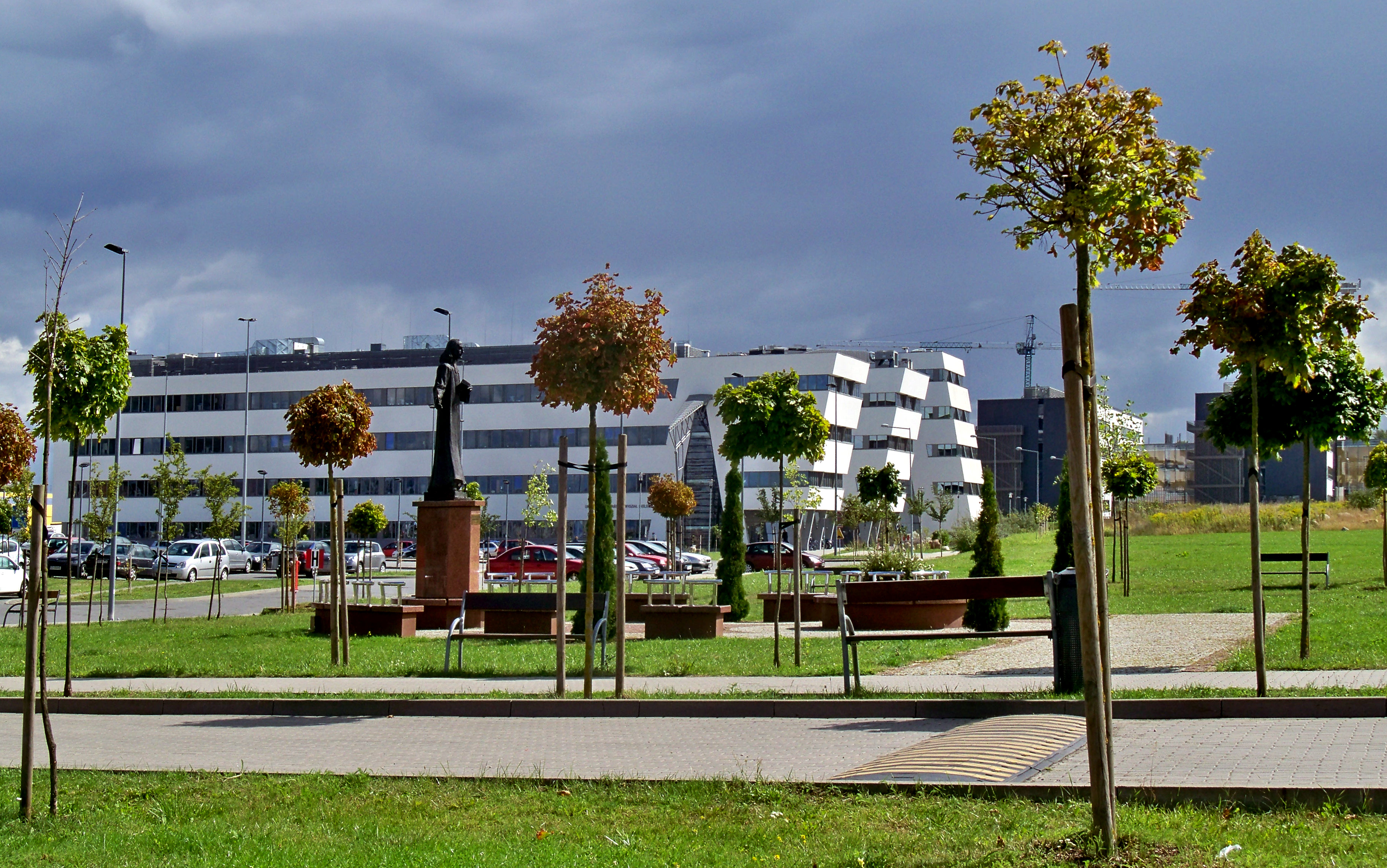
Khoa sinh học

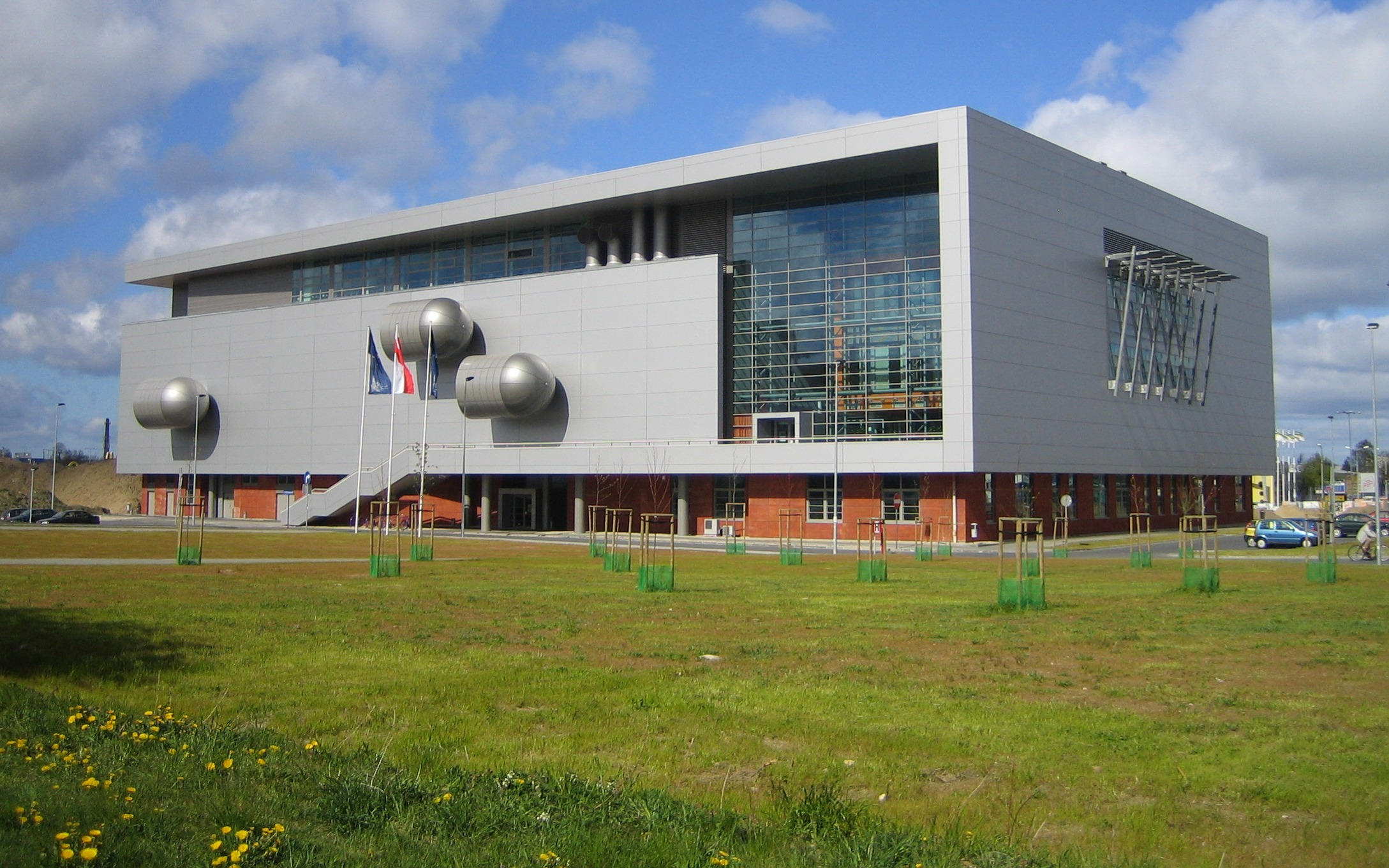
Thư viện trường đại học

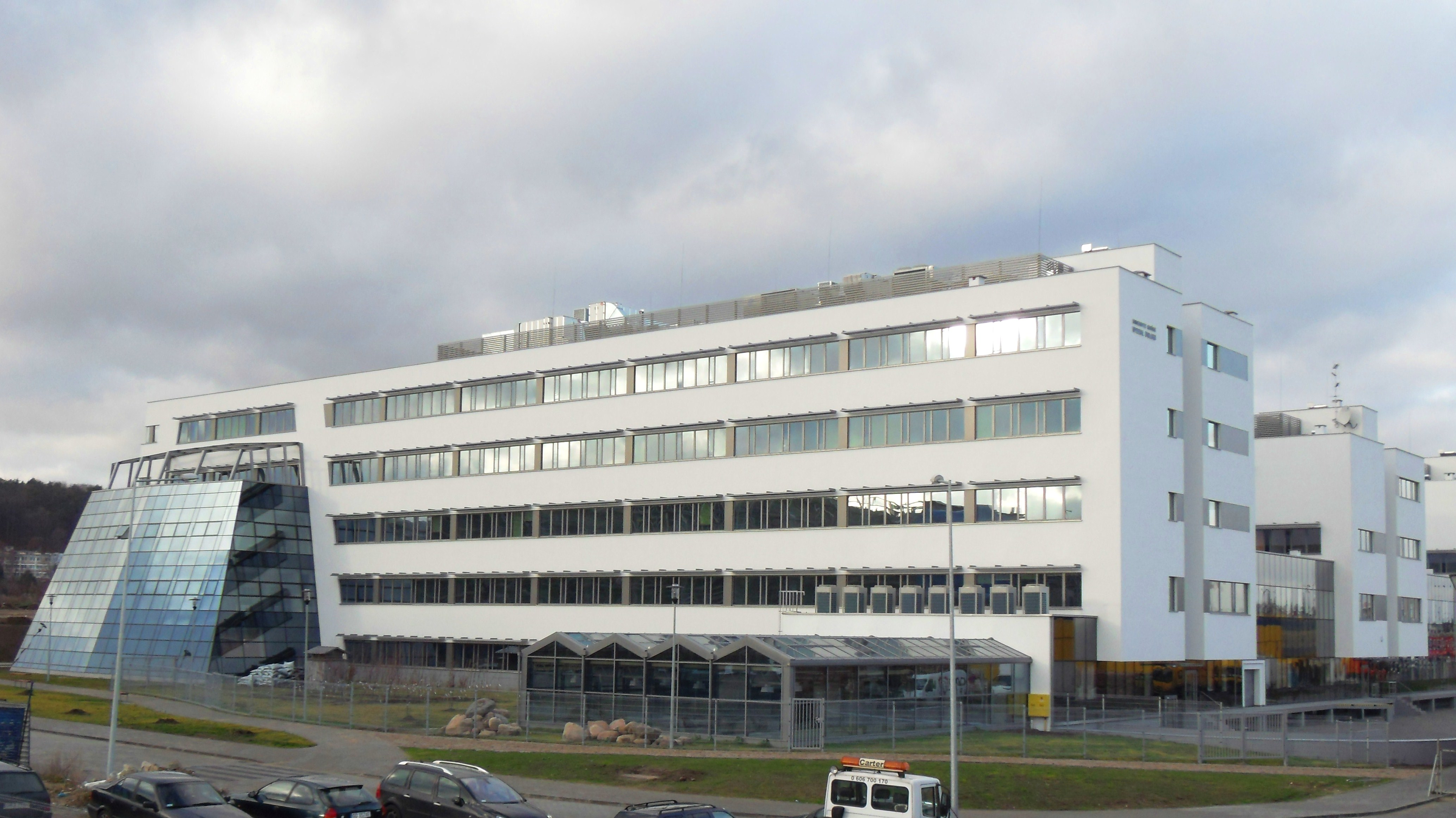
Khoa sinh học

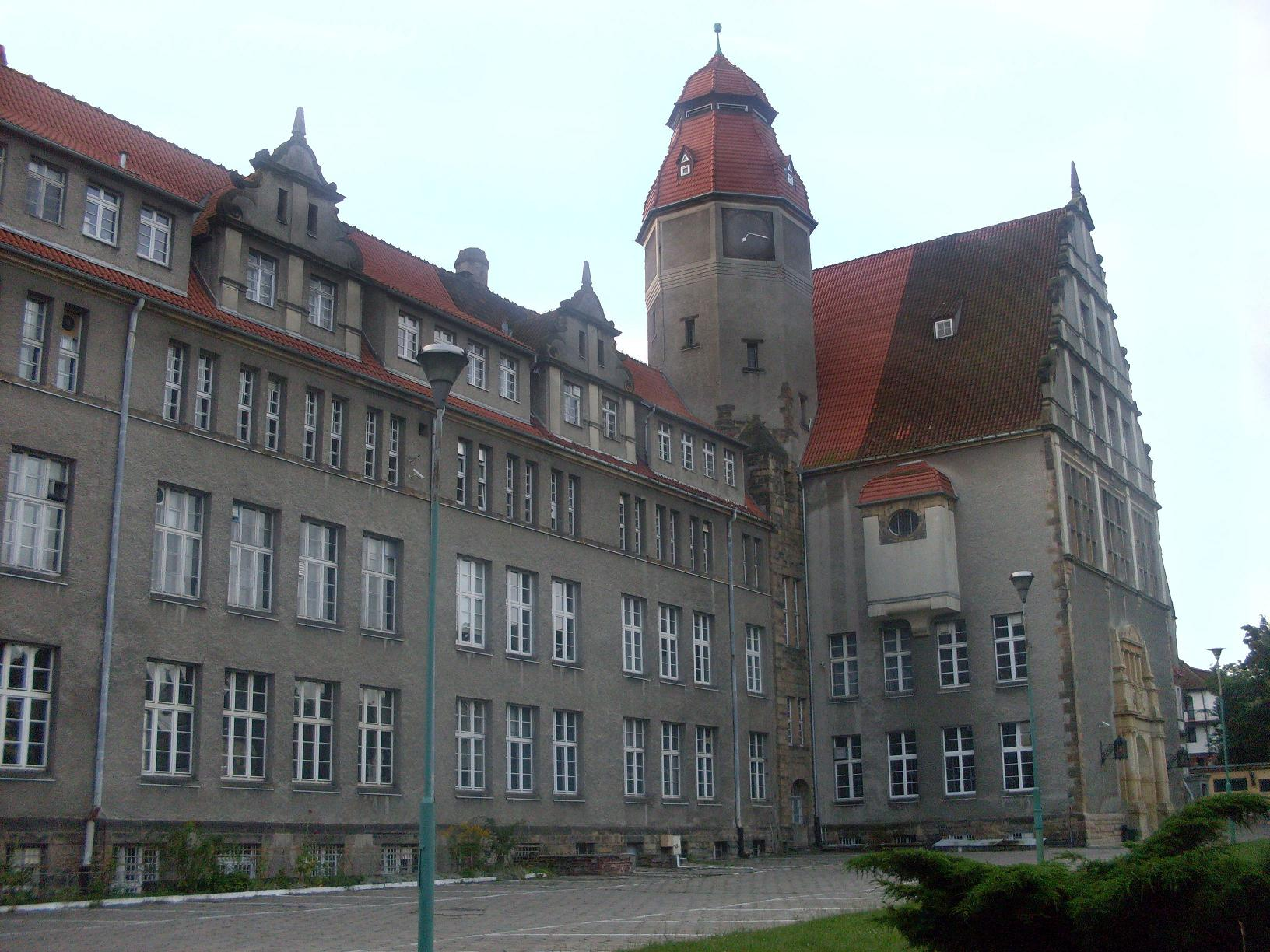
Tòa nhà lịch sử của Khoa Hóa học

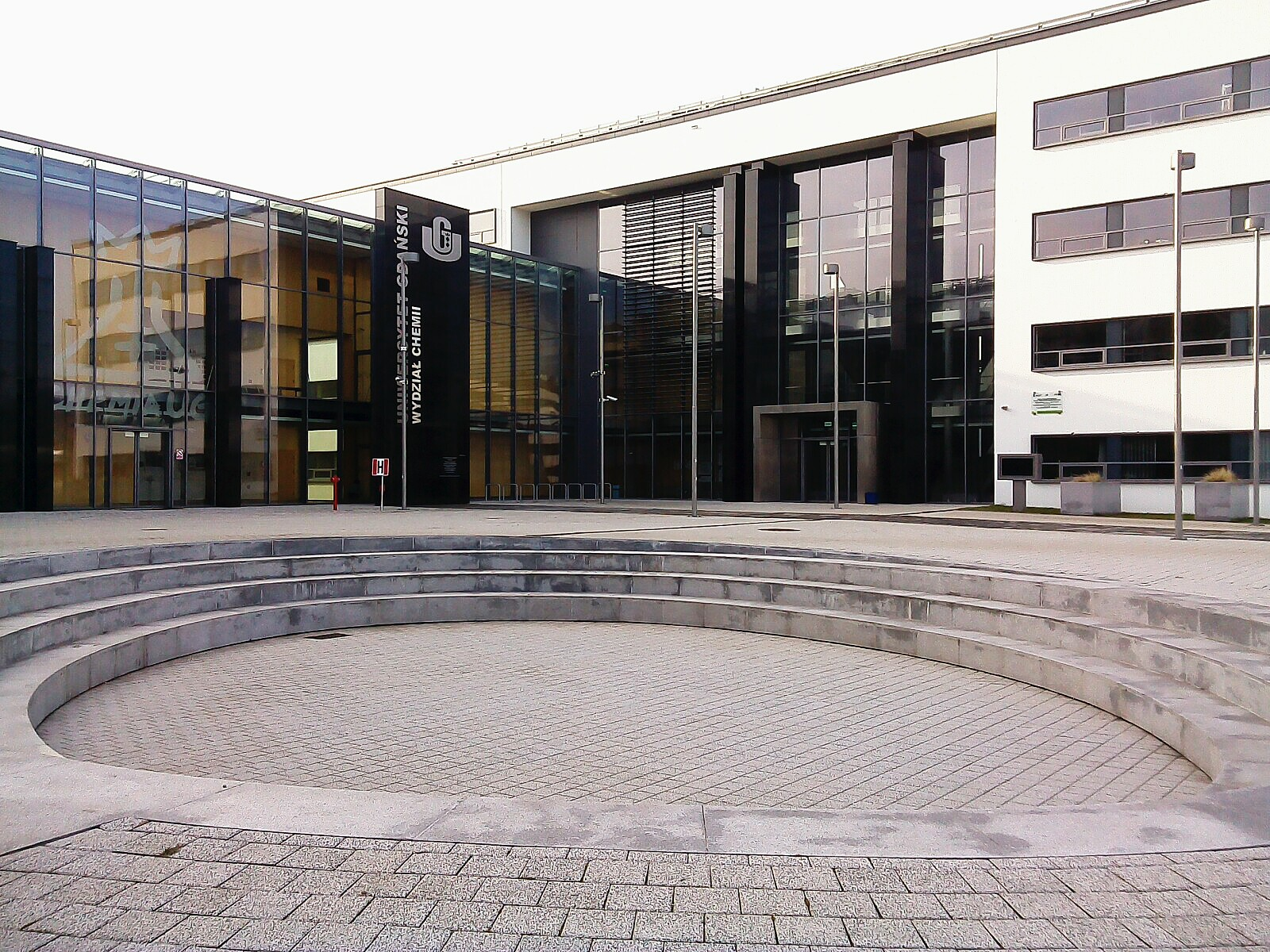
Tòa nhà mới của Khoa Hóa học

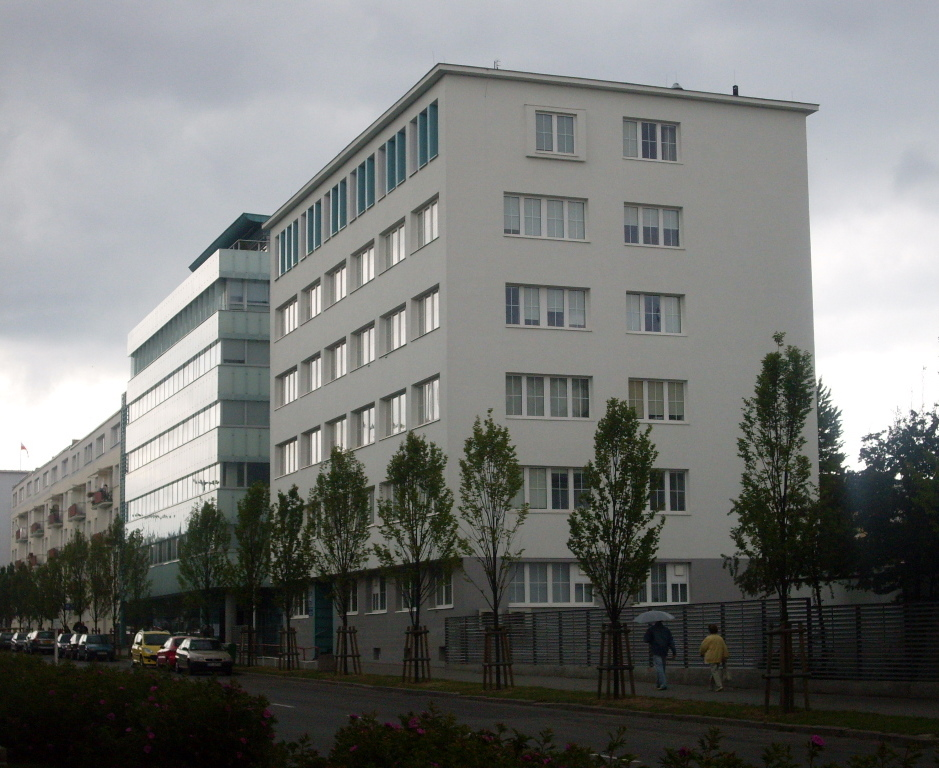
Khoa Hải dương học và Địa lý

## Ban giám hiệu nhà trường
- Hiệu trưởng: GS. UG dr hab. Jerzy Gwizdała
- Hiệu trưởng cho các vấn đề khoa học và hợp tác: dr hab. Anna Machnikowska
- Hiệu trưởng cho các vấn đề giảng dạy: dr hab. Anna Machnikowska
- Hiệu trưởng cho các vấn đề sinh viên: dr hab. Arnold Kłonczyński
- Hiệu trưởng cho các vấn đề phát triển và tài chính: Giáo sư dr hab. Krzysztof Bielawski
- Giám đốc hành chính: dr Mirosław Czapiewski

## Cán bộ
- Giáo sư: 282
- Bác sĩ Habilitation: 171
- Giảng viên cao cấp: 640
- Giáo viên (tổng cộng): 1.700
- Tổng số nhân viên: 2.964

Các giáo sư và giảng viên đáng chú ý liên quan đến Đại học Gdańsk:
- Stefan Chwin, tiểu thuyết gia, nhà phê bình văn học
- Andrzej Gsiorowski, nhà khoa học chính trị
- Zbigniew Herbert, nhà thơ, nhà tiểu luận và nhà đạo đức
- Ryszard Horodecki, nhà vật lý
- Maria Janion, nhà lý luận văn học, nữ quyền
- Janusz Lewandowski, chính trị gia và nhà kinh tế, cựu Ủy viên lập trình ngân sách và tài chính của Ủy ban châu Âu
- Małgorzata Omilanowska, nhà sử học và chính trị gia, cựu Bộ trưởng Bộ Văn hóa và Di sản Quốc gia Ba Lan
- Jerzy Samp, nhà văn và nhà báo
- Joanna Senyszyn, chính trị gia
- Brunon Synak, nhà xã hội học
- Jerzy Treder, nhà ngôn ngữ học
- Marek ukowski, nhà vật lý lý thuyết

## Số lượng học sinh
- Học ban ngày: 15.151
- Học buổi tối: 3,753
- Nghiên cứu ngoại khóa: 10.884
- Nghiên cứu tiến sĩ: 1.609
- Tổng cộng: 27.233

## Các cấp học được cung cấp bởi tổ chức
- Trình độ đại học ngắn hơn / trung cấp
- Trình độ đại học chính đầu tiên
- Học nâng cao / sau đại học
- Tiến sĩ
- Tiến sĩ / cao hơn

## Văn bằng và bằng cấp
- Cử nhân - BA
- Thạc sĩ nghệ thuật - MA
- Bác sĩ - Tiến sĩ
- Bác sĩ ổn định - Bác sĩ hab.

## Hợp tác quốc tế
- Trường kinh doanh Copenhagen - Đan Mạch
- Trường kinh doanh NEoma - Pháp
- Đại học Hiroshima - Nhật Bản
- Đại học Katholieke Leuven - Bỉ
- Đại học Lumière Lyon 2 - Pháp
- Đại học Antwerp - Bỉ
- Đại học Nội thất Beira - Bồ Đào Nha
- Đại học Bremen - Đức
- Đại học Linköping - Thụy Điển
- Đại học Messina - Ý
- Đại học Plymouth - Vương quốc Anh
- Đại học Rostock - Đức
- Đại học Turku - Phần Lan
- Trường Đại học Hàng hải (SMA) của Đại học Washington - Hợp chủng quốc Hoa Kỳ
- Đại học Nhân văn Sholokhov Moscow - Nga
- Đại học Khoa học ứng dụng Thượng Áo - Áo

## Khoa
- Khoa sinh học
- Khoa Hóa
- Khoa kinh tế
- Khoa lịch sử
- Khoa ngôn ngữ
- Khoa Luật và Hành chính
- Khoa quản lý
- Khoa Toán, Vật lý và Tin học
- Khoa Hải dương học và Địa lý
- Khoa khoa học xã hội
- Khoa Công nghệ sinh học liên trường (với Đại học Y khoa Gdańsk)

## Cựu sinh viên đáng chú ý
- Paweł Adamowicz, cựu thị trưởng của Gdańsk
- Jan Krzysztof Bielecki, cựu Thủ tướng Ba Lan, Chủ tịch Viện Quan hệ Quốc tế Ba Lan
- Marek Biernacki, luật sư và chính trị gia
- Andrzej Butkiewicz, một nhà hoạt động chính trị chống lại chủ nghĩa Cộng sản ở Ba Lan trong những năm 1970 và 1980, thành viên của Phong trào Đoàn kết
- Stefan Chwin, một tiểu thuyết gia người Ba Lan, nhà phê bình văn học, và nhà sử học văn học
- Tadeusz Cymański, chính trị gia
- Adam Darski, nhạc sĩ, lãnh đạo ban nhạc extreme metal Behemoth
- Anna Fotyga, cựu Bộ trưởng Bộ Ngoại giao Ba Lan
- Pawel Huelle, nhà văn và nhà báo
- Wojciech Mufferski, biên kịch, đạo diễn và nhà sản xuất phim
- Aneta Kręglicka, một vũ công người Ba Lan, Hoa hậu Thế giới 1989
- Jolanta Kwaśniewska, luật sư, nhà hoạt động từ thiện, Đệ nhất phu nhân Ba Lan
- Janusz Lewandowski, cựu Ủy viên lập trình tài chính và ngân sách của Ủy ban châu Âu
- Jakobe Mansztajn, nhà thơ, blogger
- Maciej Płażyński, chính trị gia, một trong những người sáng lập đảng Nền tảng dân sự
- Monika Pyrek, một máy khoan cực Ba Lan
- Jerzy Samp, nhà văn và nhà báo
- Wojciech Szczurek, thị trưởng thành phố Gdynia
- Donald Tusk, cựu Thủ tướng Ba Lan, Chủ tịch Hội đồng Châu Âu
- Elżbieta Zawacka, giáo sư đại học Ba Lan, hướng dẫn viên trinh sát, đặc vụ SOE và là một chiến binh tự do trong Thế chiến II. Bà cũng là một Thiếu tướng của Quân đội Ba Lan (người phụ nữ thứ hai và cuối cùng trong lịch sử của Quân đội Ba Lan giữ thứ hạng này)